# Нэнси Дрю. Чудовище пещеры Капу
«Нэнси Дрю. Чудовище пещеры Капу» (англ. Nancy Drew: The Creature of Kapu Cave) — 15-я компьютерная игра-квест из серии игр «Нэнси Дрю». Создана в 2006 году компанией Her Interactive. В России вышла в 2006 году.

## Сюжет
Очередные приключения юной сыщицы начинаются, когда она приезжает на Гавайи — ассистировать учёному-энтомологу Квигли Ким. Прибыв на место, девушка обнаруживает, что научный лагерь разгромлен, доктор Ким пропала, а местные жители настойчиво твердят о существе, обитающем в «запретной» пещере Капу.
Очередная история о приключениях юной сыщицы начинается с того, что она отправляется на Гавайи, поработать ассистентом энтомолога Квигли Ким, которая оплатила её перелёт. Однако, прибыв на место, девушка обнаруживает, что лагерь разгромлен, а самой Квигли Ким нигде нет. Да и на самом острове творятся странные вещи — местные жители говорят, что урожай ананасов загубила деятельность некой компании, находящейся на частной территории, а вдобавок в местных лесах стали видеть злого духа — Кане Окалу. Нэнси предстоит выяснить, где заканчиваются слухи и легенды, и начинается правда.
Особенностью игры данной серии является то, что нам предстоит поучаствовать не только в расследовании Нэнси, но и в расследовании Фрэнка и Джо Харди, тоже находящихся на Гавайях для наблюдения за семьёй, владеющей «Центром Большого Майка». Переключение между ними осуществляется посредством телефонных звонков.

## Отзывы
| Сводный рейтинг          | Сводный рейтинг |
| Агрегатор                | Оценка          |
| ------------------------ | --------------- |
| GameRankings             | 71,08 %         |
| Metacritic               | 68              |
| MobyRank                 | 67              |
| Иноязычные издания       |                 |
| Издание                  | Оценка          |
| GameZone                 | 6,5             |
| Adventure Classic Gaming | 4 из 5          |
| AdventureGamers          | 3,5             |
| Русскоязычные издания    |                 |
| Издание                  | Оценка          |
| Absolute Games           | 54 %            |
| «Игромания»              | 5,0             |